# Netzreusenschnecke
Die Netzreusenschnecke (Nassarius reticulatus) ist eine Schneckenart aus der Familie der Nassariidae. Sie ist auch in der Nordsee beheimatet.

## Beschreibung

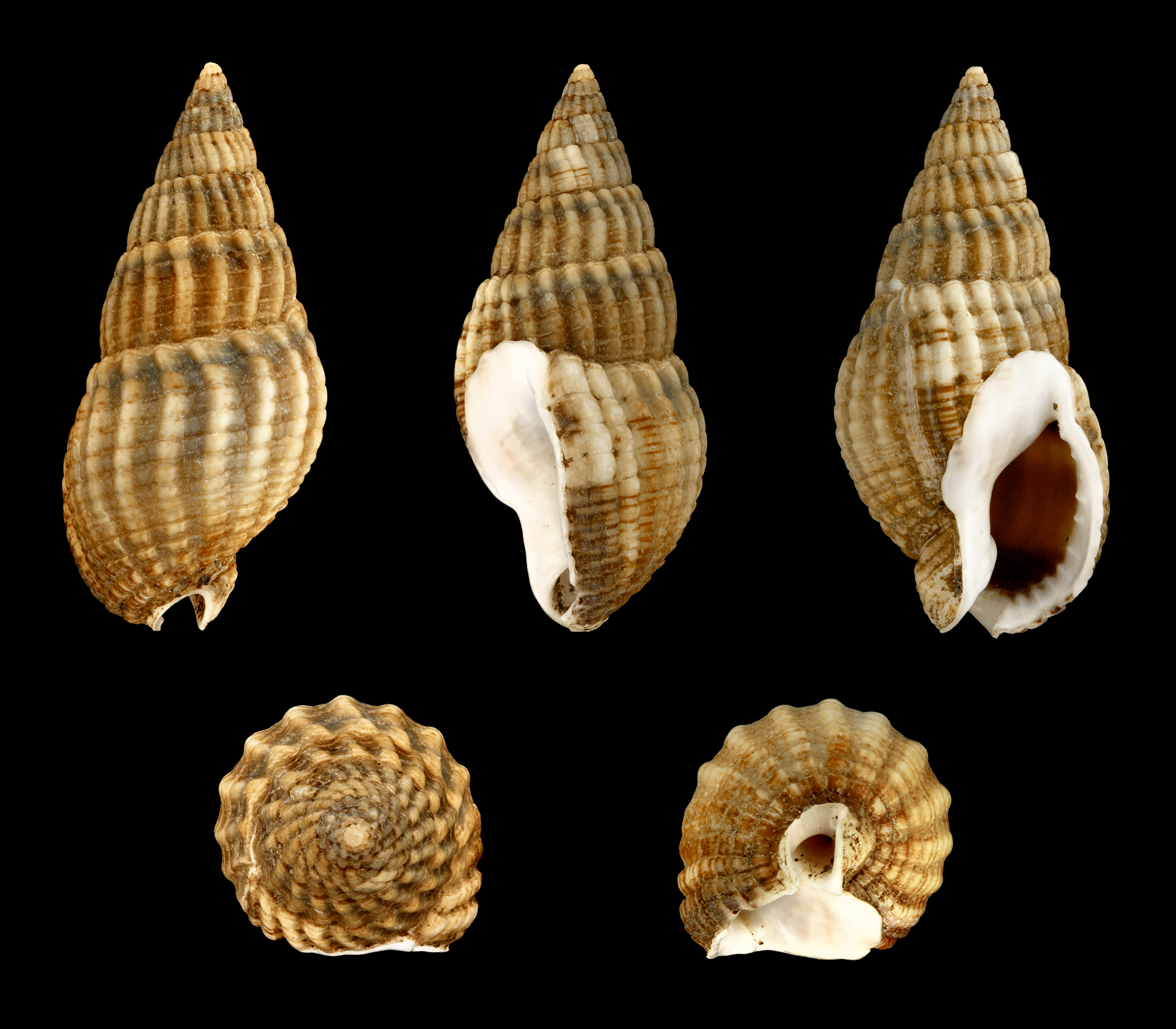
Gehäuse eines rezenten Exemplars aus dem Mittelmeer

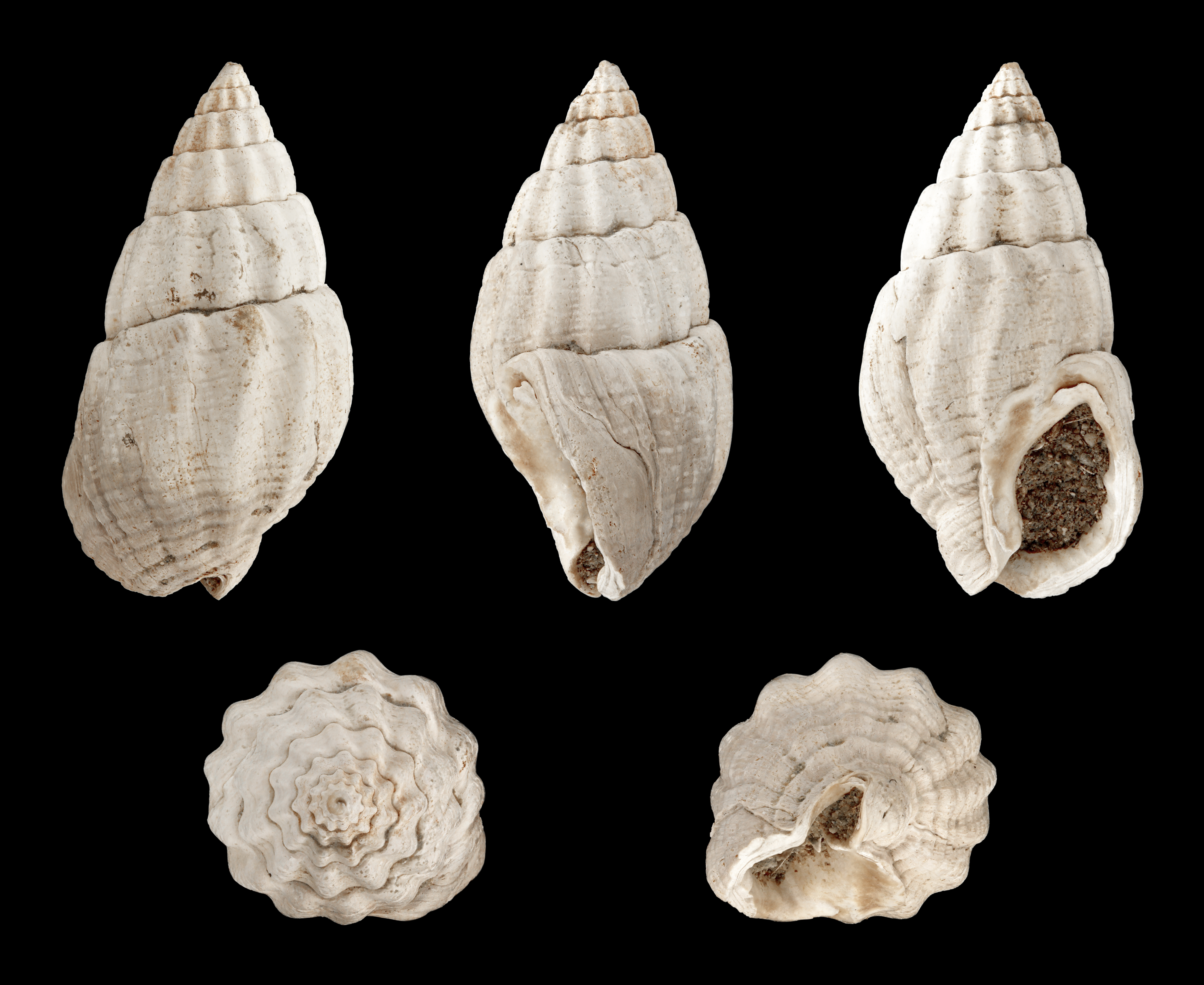
Gehäuse eines fossilen Exemplars aus dem Pliozän Italiens

Das rechtsgewundene, dickwandige, ungenabelte Schneckenhaus ist eiförmig und hat ein konisches Gewinde und einen deutlichen Siphonalkanal. Es erreicht bei ausgewachsenen Schnecken eine Höhe von 2 bis 2,5, manchmal 3,5 cm und eine Breite von etwa 1,5 cm. Durch Längsfalten und schraubig verlaufende Streifen hat es eine netzartig geformte Oberfläche. Das Gehäuse ist meist bräunlich gefärbt und hat dunklere Streifen. Der Spindel ist bläulich weiß mit durchscheinender brauner Farbe der Schale.

## Vorkommen

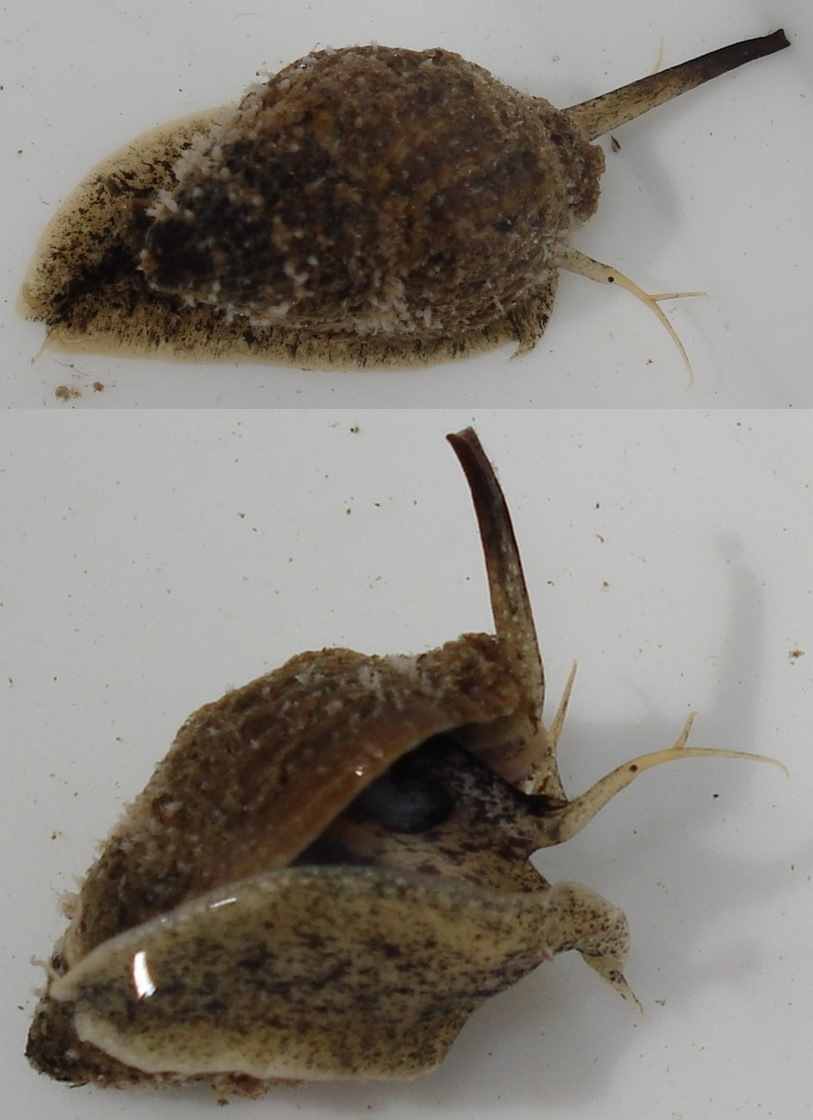
Netzreusenschnecke (Nassarius reticulatus) aus der Kieler Förde / Ostsee

Die Netzreusenschnecke findet man an den Küsten Europas im Schwarzen Meer, Mittelmeer und in der Nordsee bis nach Norwegen. Sie benötigt einem Salzgehalt von 1,5 Prozent, so dass sie in der Ostsee erst ab 5 Meter Tiefe auftritt und in der östlichen Ostsee fehlt. Sie kommt vorwiegend auf Weichböden bis in 50 Meter Tiefe vor, wo sie sich im Untergrund eingraben kann.

## Ernährung
Netzreusenschnecken ernähren sich überwiegend von Aas, das sie mit ihrem empfindlichen Geruchssinn aus 30 Meter Entfernung wahrnehmen können. Mitunter fressen sie auch lebende Beute wie z. B. die Eier des Großgefleckten Katzenhais, indem sie diese anstechen und den Dotter aussaugen.

## Feinde
Hauptfeinde der Netzreusenschnecke sind Seesterne. Auch Mondschnecken erbeuten Netzreusenschnecken.